# Cruis
Cruis ist eine französische Gemeinde mit 646 Einwohnern (Stand 1. Januar 2022) im Département Alpes-de-Haute-Provence in der Region Provence-Alpes-Côte d’Azur. Sie gehört zum Arrondissement Forcalquier und zum Kanton Forcalquier. Die Bewohner nennen sich die Cruissiens.

## Geographie
Das Dorf liegt auf 711 m und wird von der Route nationale 951 passiert. Rund 2.030 Hektar der Gemeindegemarkung sind bewaldet. 
Die angrenzenden Gemeinden sind:
- Noyers-sur-Jabron und Valbelle im Norden,
- Mallefougasse-Augès im Osten,
- Montlaux im Süden,
- Saint-Étienne-les-Orgues im Westen.

## Bevölkerungsentwicklung
| Jahr      | 1962 | 1968 | 1975 | 1982 | 1990 | 1999 | 2008 | 2012 |
| --------- | ---- | ---- | ---- | ---- | ---- | ---- | ---- | ---- |
| Einwohner | 212  | 248  | 236  | 275  | 408  | 551  | 590  | 637  |

## Sehenswürdigkeiten
- Kirche Notre-Dame-et-Saint-Martin, Monument historique